# Saint-Langis-lès-Mortagne
Saint-Langis-lès-Mortagne é uma comuna francesa na região administrativa da Normandia, no departamento Orne. Estende-se por uma área de 12,69 km². Em 2010 a comuna tinha 921 habitantes (densidade: 72,6 hab./km²).